# Callochiton jeareyae
Callochiton jeareyae is een keverslakkensoort uit de familie van de Callochitonidae. De wetenschappelijke naam van de soort is voor het eerst geldig gepubliceerd in 1998 door Dell'Angelo & Mifsud.